# Élections législatives sénégalaises de 1963
Les élections législatives sénégalaises de 1963 se déroulent le 1er décembre 1963 afin de pourvoir les 80 sièges de l'Assemblée nationale du Sénégal. Il s'agit des premières législatives organisée depuis l'indépendance du pays le 4 avril 1960. Elles sont remportées par l'Union progressiste sénégalaise qui obtient 94,20 % des suffrages et l'intégralité des sièges tandis que son dirigeant, Léopold Sédar Senghor est élu sans opposants lors de l’élection présidentielle organisée le même jour.
Il s'agit des dernières élections organisées sous le pluralisme jusqu'en 1978, le Sénégal devenant peu après ce scrutin un régime à parti unique sous l'égide du Union progressiste sénégalaise.

## Contexte
Deux listes s'opposent. L'Union progressiste sénégalaise emmenée par Senghor et la liste d'opposition « Démocratie et unité sénégalaise » où le Parti du regroupement africain-Sénégal (PRA-Sénégal) détient un rôle prépondérant. La campagne est particulièrement mouvementée. Une intervention des forces de l'ordre fait onze morts et de nombreux blessés.

## Résultats
|                           |                                       |           |       |        |               |  |  |  |  |  |  |  |  |  |
| Parti                     | Parti                                 | Votes     | %     | Sièges | +/–           |  |  |  |  |  |  |  |  |  |
|                           | Union progressiste sénégalaise (UPS)  | 1 132 518 | 94,20 | 80     | en stagnation |  |  |  |  |  |  |  |  |  |
|                           | Démocratie et unité sénégalaise (DUS) | 69 776    | 5,80  | 0      | en stagnation |  |  |  |  |  |  |  |  |  |
|                           |                                       |           |       |        |               |  |  |  |  |  |  |  |  |  |
| Votes valides             | Votes valides                         | 1 202 294 | 99,88 |        |               |  |  |  |  |  |  |  |  |  |
| Votes blancs et invalides | Votes blancs et invalides             | 1 488     | 0,12  |        |               |  |  |  |  |  |  |  |  |  |
| Total                     | Total                                 | 1 203 782 | 100   | 80     | en stagnation |  |  |  |  |  |  |  |  |  |
| Abstention                | Abstention                            | 135 897   | 10,14 |        |               |  |  |  |  |  |  |  |  |  |
| Inscrits/Participation    | Inscrits/Participation                | 1 339 679 | 89,86 |        |               |  |  |  |  |  |  |  |  |  |

## Féminisation
Pour la première fois, une femme (Caroline Faye Diop) est élue membre d'une assemblée parlementaire au Sénégal.